# 非人清光 (初代)
初代非人清光（生年不詳 - 1687年(貞享4年))は、日本の刀工。加州清光の六代目にあたり、乞食清光ともよばれる。俗名は長兵衛。銘は「加州金沢住藤原清光」「清光」。まれに「笠舞住」あるいは「於笠舞」と付記される。

## 経歴
加賀にて室町時代から活躍していた加州清光の6代目として活躍していた刀工であり、歴代清光の中でも名工の呼び名が高かった。しかし、寛文飢饉の影響や、刀の需要低下と新興勢力の兼若の影響により生活に窮し、1669年（寛文9年）に発生した大洪水によって加賀藩藩主である前田綱紀の救済措置によって設置された笠舞村(現石川県金沢市笠舞)の非人小屋にいたことからこの名で呼ばれる。綱紀は清光の才能を高く買っており、非人小屋内に鍛冶場を造り燃料や材料も用意して作刀をさせ、出来上がった刀は買い取っていたとされている。清光も綱紀の恩情に忘れないために非人小屋で作刀を続けたといわれている。
1687年（貞享4年）11月の『非人小屋裁許』の上申書によると長兵衛が初めて非人小屋に収容されたのは寛文の末あるいは延宝の初年とされ、その時は息子の長右衛門及び弟の八兵衛と共に小屋にて製作していたと考えられている。この後親子三代に渡り非人小屋に出入りを繰り返すこととなる。収容の理由について刀剣研究家の福永酔剣は戦争の少ない時代で刀の注文がなかったことを挙げている。初代非人清光は生涯で5回ほど非人小屋に入ったとされる。
非人小屋のあったとされる地域には1967年（昭和42年）に日本美術刀剣保存会金沢支部により記念碑が立てられている。没後は中央通町の浄照寺に墓が建立されている。

## 関連文献
- 日本美術刀剣保存協会『加州新刀大鑑』日本美術刀剣保存協会石川県支部、1973年1月。NCID BN03807711